# María Luisa Merlo
María Luisa Merlo Colomina (Valencia, 6 de septiembre de 1941) es una actriz de cine, teatro y televisión española.

## Biografía
Hija de los actores Ismael Merlo Piquer y María Luisa Colomina Domingo, continuó la tradición artística familiar desde muy joven, debutando como bailarina en el espectáculo Te espero en el Eslava, de Luis Escobar Kirkpatrick.
Estuvo casada con el actor Carlos Larrañaga durante 16 años, se separaron en 1975 y obtuvieron el divorcio en noviembre de 1983. Tuvieron tres hijos: Amparo, Luis y Pedro, además del mayor, Juan Carlos, que aportó Carlos al matrimonio. En 1992 se casó con el profesor de universidad Michael Kenton, del que se divorció cinco años después.

## Trayectoria
Debuta en el cine en 1959, de la mano de José María Forqué, en la película De espaldas a la puerta. Seguirían otros títulos durante la primera mitad de los años sesenta, como Siempre es domingo (1961), de Fernando Palacios, Cuidado con las personas formales (1961), de Agustín Navarro, Más bonita que ninguna (1965), de Luis César Amadori, con Rocío Dúrcal, o De cuerpo presente (1967), de Antonio Eceiza. Trabajó en las películas Ursus y Ursus en el valle de los leones (1961) con el nombre de Mary Marlon.
Sin embargo, a partir de 1965 se centra más en su carrera teatral y televisiva.
Desde mediados de los años sesenta se convierte en un rostro habitual de Televisión española, interpretando decenas de papeles en Primera fila, Novela o Estudio 1
Además, en 1973 protagonizó junto al que entonces era su marido Carlos Larrañaga la comedia Compañera te doy, también para TVE; 13 años más tarde encarnó a Rosa, la madre de Julia, interpretada por su hija en la vida real Amparo Larrañaga en la serie Media naranja; y en 2006 hizo lo propio con su otro hijo, Luis Merlo, dando vida a Leonor, la madre de Mauri, en Aquí no hay quien viva.
También ha intervenido en las series Aquí hay negocio (1995), Luna negra (2003), Mis adorables vecinos (2004), Supervillanos (2006), Los Serrano (2008) y Somos cómplices (2009).
A finales de 2007 participó en la sexta edición del concurso de televisión ¡Mira quién baila!.
En julio de 2013 graba un corto titulado Betiko, bajo la dirección de la ondarrutarra Arantza Ibarra junto al actor Javier Pradera en las cuevas de Zugarramurdi.

## Filmografía

### Cine
- Mi otro Jon de Paco Arango (2023)
- Es ley de vida (2017), como Esperanza. Cortometraje.
- Proyecto Dos (2008)
- El dolor y la lluvia (2003) Cortometraje.
- En septiembre (1982), como Ana.
- ¿Por qué no hacemos el amor? (1981), como Laura Battoni.
- El adúltero (1975), como Marta.
- Un lujo a su alcance (1975), como Olga.
- Tocata y fuga de Lolita (1974), como Olga.
- Ligue Story (1972), como Dra. Somontes.
- De cuerpo presente (1967), como recién casada.
- Más bonita que ninguna (1965)
- Cuidado con las personas formales (1961)
- Siempre es domingo (1961), como Dorotea ('Doris').
- Armas contra la ley (1961)
- Mi noche de bodas (1961), como Ivonne.
- 091, policía al habla (1960), como Teresa Jiménez.
- El cerro de los locos (1960)
- De espaldas a la puerta (1959), como Lucky.

Ursus (1961)

### Televisión
| - Somos cómplices (2009) - Aída - Paz la dulce (25 de diciembre de 2008) - Hospital Central - Un entierro, una boda y un cumpleaños (23 de abril de 2008) - Los Serrano - El camino recto de Santa Justa (12 de febrero de 2008) - Con dos tacones - Alabaré a mi señor (16 de mayo de 2006) - Supervillanos (2006) - 7 vidas - Nacida el 4 de julio (19 de abril de 2006) - Aquí no hay quien viva (2004-2006) - Mis adorables vecinos (2004) - Luna negra (2003) - Aquí hay negocio (1995) - Primera función - La decente (9 de marzo de 1989) - Ocho mujeres (27 de julio de 1989) - La comedia dramática española - Diálogo secreto (25 de septiembre de 1986) - Media naranja (1986) - Teatro estudio - El bebé furioso (25 de abril de 1978) - Mujeres insólitas - La viuda roja (22 de marzo de 1977) - Cuentos y leyendas - La leyenda del Caballero de Olmedo (17 de octubre de 1975) - Estudio 1 - El caso de la señora estupenda (26 de enero de 1966) - La chica del gato (9 de febrero de 1966) - Cerca de las estrellas (16 de febrero de 1966) - Los árboles mueren de pie (5 de octubre de 1966) - Europa y el toro (19 de octubre de 1966) - La cigüeña dijo sí (7 de diciembre de 1966) - Baile en capitanía (28 de diciembre de 1966) - Las siete vidas del gato (25 de enero de 1967) - Todos eran mis hijos (1 de febrero de 1967) - Léocadia (22 de febrero de 1967) - En Flandes se ha puesto el sol (19 de julio de 1967) - Vela de armas (26 de julio de 1967) - La librería del sol (12 de marzo de 1968) - Sublime decisión, de Miguel Mihura (1 de octubre de 1968) - Plaza de Oriente (10 de febrero de 1970) - El francés a su alcance (30 de octubre de 1970) - El baile (4 de diciembre de 1970) - El sueño de una noche de verano (16 de abril de 1971) - La venda en los ojos (22 de julio de 1972) - Las hijas del Cid (11 de agosto de 1972) - Alta fidelidad (1 de septiembre de 1975) - La tercera palabra (25 de octubre de 1978) - La quiero, señora Brown (6 de marzo de 1981) - La serrana de la vera (10 de marzo de 1981) - Desde los tiempos de Adán (23 de octubre de 1981) | - Telecomedia - Comedia de boulevard (14 de diciembre de 1974) - El teatro - El proceso de Mary Dugan (21 de octubre de 1974) - Noche de teatro - Cisneros (19 de julio de 1974) - Compañera te doy (1973) - Siete piezas cortas - El chantajista (3 de julio de 1972) - La pequeña comedia - Claveles en la oficina (7 de febrero de 1968) - Teatro breve - A las seis en la esquina del bulevard (4 de septiembre de 1966) - La trapecista (25 de septiembre de 1971) - La juerga (12 de febrero de 1981) - Hermenegildo Pérez, para servirle - Un marido futuro, muy futuro (19 de agosto de 1966) - El tercer rombo - Operación envidia (18 de enero de 1966) - El consabido ladrón (5 de julio de 1966) - Envuelta en un gran papel (12 de julio de 1966) - Tiempo y hora - 500 temas (24 de octubre de 1965) - Frente a frente (21 de noviembre de 1965) - Confidencias - La ilusión de cada uno (13 de junio de 1965) - Escuela de maridos - Carácter sí, carácter no (14 de noviembre de 1964) - Tras la puerta cerrada - El ángel negro (30 de octubre de 1964) - Primera fila - Eloísa está debajo de un almendro (8 de abril de 1964) - Invitación al castillo (3 de marzo de 1965) - Pisito de solteras (1 de junio de 1965) - Alta fidelidad (4 de agosto de 1965) - El baile de los ladrones (25 de agosto de 1965) - El caso de la mujer asesinadita (22 de septiembre de 1965) - Deuda pendiente (29 de septiembre de 1965) - Novela - Hoy llegó la primavera (7 de octubre de 1963) - Los muertos no se chupan el dedo (20 de abril de 1964) - Jane Eyre (26 de abril de 1965) - Usted qué hubiera hecho (15 de junio de 1965) - Los dos hermanos (12 de julio de 1965) - Altar mayor (14 de diciembre de 1965) - Los millones del difunto James Gloncester (8 de agosto de 1966) - Los candelabros del emperador (19 de septiembre de 1966) - La sombra del arpa (26 de junio de 1967) - En vano (22 de enero de 1968) - Siempre (1 de marzo de 1971) - Vera (18 de diciembre de 1972) - Los oscuros domingos (9 de mayo de 1977) |

## Teatro
Su trayectoria sobre las tablas está jalonada por la representación de obras de todos los géneros, desde dramáticos hasta comedia, pasando por musicales. En 1986 entró en la Compañía Nacional del Teatro Clásico.
Entre las obras interpretadas, se pueden mencionar:
- Te espero en el Eslava (1957)
- Ven y ven al Eslava (1958)
- Diana está comunicando (1960)
- La tercera palabra (1967)
- Siete gritos en el mar (1968)
- El proceso de Mary Dugan (1968)
- Vidas privadas (1970)
- Cómo ama la otra mitad (1971), de Alan Ayckbourn
- Pato a la naranja (1972), de William Douglas-Home
- Los peces rojos  (1974)
- Los hijos de Kennedy (1977), de Robert Patrick
- Yo quiero a mi mujer (1977)
- Lecciones de matrimonio (1978)
- Alicia en el París de las maravillas (1979)
- El corto vuelo del gallo (1980), de Jaime Salom, junto a Gemma Cuervo.
- No corran que es peor (1984), con adaptación de Juanjo Menéndez.
- Diálogo secreto (1984), de Antonio Buero Vallejo, junto a Ismael Merlo.
- Los locos de Valencia (1986) de Lope de Vega, con dirección de Adolfo Marsillach.
- Antes que todo es mi dama (1987), de Calderón de la Barca.
- Trescientos veintiuno, trescientos veintidós (1991), de Ana Diosdado.[3]
- Los bellos durmientes (1994), de Antonio Gala, junto a Amparo Larrañaga.
- Odio a Hamlet (1998), de Paul Rudnik.
- Ocho mujeres (1999), de Robert Thomas.
- La fiebre del heno (2000), de Noel Coward.
- El adefesio (2003), de Rafael Alberti.
- Yo, Leonor (2006)
- La ratonera (2006-2007), de Agatha Christie.
- Un adulterio casi decente (2007), con Pedro Civera.
- 100 metros cuadrados (2011), de Juan Carlos Rubio.
- Cosas de papá y mamá (2015), de Alfonso Paso.
- Conversaciones con mamá (2019), de Mario Martín Lucas.
- Mentiras inteligentes (2021), de Joe Dipietro.

## Premios
- En 2017 Medalla de Oro al Mérito en las Bellas Artes del Ministerio de Cultura.[4]
- En 2013 fue galardonada con la Distinción de la Generalitat Valenciana al Mérito Cultural.
- En 2009 fue galardonada con el Premio Ercilla de Teatro por su trayectoria en teatro.
- En 1967 se le concedió el Premio Antena de Oro de Televisión.